# München (navire, 1972)
Le München est un navire de charge de la compagnie allemande Combi-Line. Il disparaît au nord des Açores le 12 décembre 1978.

## Histoire
Le München  a été lancé le 12 mai 1972 aux chantiers Cockerill-Sambre d’Anvers.

### Naufrage
Le 7 décembre 1978, le München quitte Bremerhaven pour Savannah sous le commandement du capitaine John Daenekamp. La cargaison se composait principalement de machines et de produits en acier.
Depuis la fin novembre 1978, l'Atlantique Nord était traversé par un ouragan dont les vagues atteignaient en moyenne 16 mètres de haut. Le 12 décembre 1978 peu après minuit, le dernier contact radio avec le München a lieu. Dans cette conversation avec le paquebot allemand Caribe, l’officier radio du München, Jörg Ernst, signale un très mauvais temps et des dommages au navire. Près de trois heures plus tard, le cargo grec Marion reçoit plusieurs SOS très faibles du München.
L'une des plus grandes et des plus longues des opérations de sauvetage internationale dans l'Atlantique Nord débute avec ces appels de détresse. De nombreux avions allemands, britanniques, américains et portugais participent aux recherches, mais le München n'est pas retrouvé.
Tous les navires à proximité des Açores ont participé à l'opération et ont formé une chaîne de recherche de grande envergure sur une distance de cinq kilomètres pour quadriller une grande surface possible sur l'océan Atlantique. L'opération de recherche était menée par Pieter de Nijs sur le Smit Rotterdam. Jusqu'à 31 navires marchands ont été impliqués dans la recherche en plus des nombreux avions.
Les recherches ont été abandonnées le 20 décembre 1978. Sur une intervention personnelle du chancelier Helmut Schmidt, la recherche allemande a continué jusqu'au 22 décembre 1978. Le München est déclaré perdu avec son équipage composé de 28 personnes.

## Hypothèse
Le München aurait été coulé par une vague scélérate.

## Sources
(en) La page du München sur 7 Veas Vessels